# Grotte de la Devèze
 (février 2024).
Pour les articles homonymes, voir Devèze.
La grotte de la Fileuse de verre est située au sein même de la commune de Courniou dans l'Hérault, entre Saint-Pons-de-Thomières et Labastide-Rouairoux. Outre la grotte, le site accueille le premier musée de la spéléologie.

## Géologie
La grotte de la Fileuse de verre est creusée dans des calcaires et dolomies primaires d'âge Dévonien et d'étage Praguien à Emsien d'une nappe de charriage du versant sud de la Montagne Noire. Les géologues l'appellent « unité géologique du Saintponais » et les terrains y sont en position inversée, les roches les plus jeunes étant sous les roches les plus anciennes.
Les terrains calcaires de Courniou sont particulièrement complexes et extrêmement plissés, formant une série de trois synformes qui se succèdent du nord au sud. La grotte de la Fileuse de verre est creusée dans la première synforme au nord qui jouxtent les terrains métamorphiques autochtones de la zone axiale de la Montagne Noire.
La cavité fait partie d'un très important système karstique drainant les eaux souterraines depuis les verreries-de-Moussans à la faveur de la source du Jaur à Saint-Pons-de-Thomières. La présence, entre les synformes, de terrains peu karstifiables ou non karstifiables a conduit au creusement d'un réseau hydrogéologique particulièrement compliqué sous la commune de Courniou.
Dans la grotte de la Fileuse de verre, on rencontre trois types de roches :
Dans les galeries nord-ouest : des bancs de calcaires dolomitiques et dolomies (Praguien) qui ont favorisé le concrétionnement de type aragonite.
Au bas du grand escalier, au sud-ouest : le début d'un banc de calcschistes (Emsien supérieur), difficilement karstifiable.
Dans le reste de la grotte : un banc de calcaire rubané bleu localement dolomitisé (Praguien).
La grotte de la Fileuse de verre est divisée en trois niveaux :
- Un niveau inférieur, qui ne peut être visité qu'en étant spéléologue
- Un niveau intermédiaire, rassemblant des concrétions en calcite et en aragonite
- Un niveau supérieur, avec des concrétions excentriques

## Histoire de la découverte de la grotte

### Découverte de l'entrée
La découverte de la Grotte remonte en 1886. C'est lors de la construction de la voie de chemin de fer Mazamet-Bédarieux qui traversait la commune de Courniou que la première entrée de la Grotte fut découverte. L'entrée, appelée galerie de la Découverte se situe à sept mètres au-dessus du sol, en face de l'ancienne gare, convertie aujourd'hui en salle des fêtes.

### Début duXXesiècle: exploration et aménagement

#### Explorations initiales
Dès la découverte de l'entrée de la Grotte, des explorations ont eu lieu. Les premières personnes à explorer la cavité n'étaient pas des spéléologues, mais les ouvriers de la voie de chemin de fer, qui ont, au passage abîmé bon nombre de concrétions, comme le rappelle Edouard-Alfred Martel dans son ouvrage intitulé Les Abîmes. Le 9 janvier 1893, L. Armand, M. Bourguet et E.-A. Martel l'explorent à leur tour. Il ne faudra pas plus d'une soirée aux trois hommes pour dresser de façon partielle un plan très sommaire et une coupe de la Grotte.

#### Explorations par des spéléologues de renom
L'exploration de la grotte recommence en 1929 avec Georges Milhaud et son équipe. Il faudra compter approximativement un an avant que les recherches entreprises par ces spéléologues portent leurs fruits. En 1930, ils trouvent en effet les salles supérieures de la grotte, ainsi que la salle des Bijoux (ou salle Robert de Joly, du nom du spéléologue renommé qui a découvert la salle). De grands spéléologues français explorent la grotte de manière approfondie et découvrent la plupart des salles : Casteret, Joseph Giry, de Rouville et Miquel notamment.

#### Aménagement de la grotte et début des visites
L'aménagement de la grotte a débuté en 1932 pour la partie supérieure de la grotte et s'est achevé en 1933. Il a été réalisé par les membres du Spéléo-Club de la Montagne Noire et de l'Espinouze (SCMNE), l'un des plus anciens clubs de spéléologie de France, basé à Courniou et regroupant les spéléologues de Mazamet à Saint-Pons-de-Thomières.
La première visite a eu lieu le 2 septembre 1933 comme l'indique le témoin présent dans la salle de l'Abbé (Giry). L'aménagement total de la grotte s'est poursuivi jusqu'en 1939, année de l'inauguration totale de la grotte, par l'éminent spéléologue Norbert Casteret.

#### L'exploration du niveau inférieur
La grotte de la Fileuse de verre est toujours en exploration. En accord avec la mairie de Courniou, propriétaire de la grotte, le SCMNE mène régulièrement des expéditions dans la partie inférieure de la grotte afin d'en découvrir toutes les facettes. Ce niveau inférieur ne comporte pas de rivière souterraine, permettant ainsi de visiter la grotte quasiment toute l'année.
En 1991, la grotte de Roquebleue, importante continuation de la grotte de la Fileuse de verre a été découverte par les spéléologues. Classée par décret du 16 juillet 1996, la cavité fragile n'est accessible qu'aux seuls spéléologues dont l'arrêté ministériel du 10 janvier 2000 fixe les conditions de visites 

## Accès à la grotte
- Par la D 612 en arrivant de Mazamet ou de Saint-Pons-de-Thomières
- Par la D 920-D 620 en arrivant du Minervois
- Par la voie de chemin de fer, reconvertie en Piste Verte, praticable à bicyclette ou à pied et reliant Mazamet à Bédarieux

## Visites

### La grotte
La grotte comporte sept salles réparties sur deux niveaux (cinq pour le niveau intermédiaire, deux pour le niveau supérieur).  La visite commence par le niveau intermédiaire, qui se situe trente mètres sous la zone de départ pour le point le plus bas de la visite. La partie intermédiaire a pour couleur dominante l'ocre, voire le brun. 
La communication entre ce niveau et le niveau supérieur se fait en remontant par un escalier de 45 mètres (environ 200 marches). La partie supérieure est formée de concrétions blanches. La sortie de la visite se fait 30 mètres au-dessus de la zone de départ. Le retour à l'accueil se fait par un sentier botanique agrémenté de plantes méditerranéennes.

### Espace de découverte du milieu souterrain
Cet espace présente l'histoire de la spéléologie et le matériel utilisé pour l’exploration du monde souterrain. Il explique également la formation des cavités et des concrétions et propose des diaporamas 3D de grottes inaccessible au public.

## Importance de la grotte pour leHaut-Languedoc
Avec l'arrêt de la voie de chemin de fer et la reconversion de la région, la grotte permet à la région du Haut-Languedoc de faciliter la reconversion de cet ancien bassin industriel. Avec une fréquentation en hausse entre 2008 et 2009, la grotte est le deuxième site touristique de ce bassin après le Jardin Méditerranéen de Roquebrun. Trois personnes y travaillent à l'année (sauf décembre et janvier, la grotte étant fermée) et entre huit et dix emplois saisonniers.
|              | Jardin méditerranéen | Grotte de la Devèze | Site archéologique Olargues | Musée régional de la Préhistoire |
| ------------ | -------------------- | ------------------- | --------------------------- | -------------------------------- |
| Entrées 2008 | 14 838               | 10 586              | 6 371                       | 4 295                            |
| Entrées 2009 | 13 749               | 12 036              | 7 200                       | 4 295                            |
| Progression  | - 7 %                | + 14 %              | + 11 %                      | 0 %                              |